# ساندیا (تگزاس)
ساندیا (به انگلیسی: Sandia) یک منطقهٔ مسکونی در ایالات متحده آمریکا است که در شهرستان جیم ولز، تگزاس واقع شده‌است. ساندیا ۲٫۵ کیلومتر مربع مساحت و ۴۳۱ نفر جمعیت دارد و ۳۸ متر بالاتر از سطح دریا واقع شده‌است.